# Campeonato Mundial de Esqui Estilo Livre de 2007
O Campeonato Mundial de Esqui Estilo Livre de 2007 foi a 11º edição do Campeonato Mundial de Esqui Estilo Livre, organizado pela Federação Internacional de Esqui (FIS). A competição foi disputada entre os dias 5 a  11 de março de 2007, em Pinzolo na Itália. 

## Resultados

### Masculino
| Evento      | Ouro                               | Ouro   | Prata                           | Prata  | Bronze                          | Bronze  |
| Ski Cross   | Tomáš Kraus · Chéquia              | 52.03  | Stanley Hayer · Chéquia         | 52.47  | Enak Gavaggio · França          | 53.11   |
| Aerials     | Han Xiaopeng · China               | 240.86 | Dmitri Dashinski · Bielorrússia | 236.42 | Steve Omischl · Canadá          | 235..81 |
| Moguls      | Pierre-Alexandre Rousseau · Canadá | 27.17  | Dale Begg-Smith · Austrália     | 26.65  | Nathan Roberts · Estados Unidos | 26.63   |
| Dual Moguls | Dale Begg-Smith · Austrália        | 26.13  | Guilbaut Colas · França         | 25.94  | Ruslan Sharifulin · Rússia      | 25.16   |

### Feminino
| Evento      | Ouro                     | Ouro   | Prata                           | Prata  | Bronze                        | Bronze |
| Ski Cross   | Ophelie David · França   | 54.94  | Meryl Boulangeat · França       | 56.03  | Alexandra Grauvogl · Alemanha | 56.29  |
| Aerials     | Li Nina · China          | 188.05 | Assoli Slivets · Bielorrússia   | 186.55 | Jacqui Cooper · Austrália     | 182.58 |
| Moguls      | Kristi Richards · Canadá | 25.37  | Jennifer Heil · Canadá          | 25.25  | Deborah Scanzio · Itália      | 25.12  |
| Dual Moguls | Jennifer Heil · Canadá   | 25.80  | Shannon Bahrke · Estados Unidos | 25.74  | Margarita Marbler · Áustria   | 25.55  |

## Quadro de medalhas
| Ordem | País           | Medalha de ouro | Medalha de prata | Medalha de bronze |    |
| ----- | -------------- | --------------- | ---------------- | ----------------- | -- |
| 1     | Canadá         | 3               | 1                | 1                 | 6  |
| 2     | China          | 2               | 0                | 0                 | 2  |
| 3     | França         | 1               | 2                | 1                 | 4  |
| 4     | Austrália      | 1               | 1                | 1                 | 3  |
| 5     | Chéquia        | 1               | 1                | 0                 | 2  |
| 6     | Bielorrússia   | 0               | 2                | 0                 | 2  |
| 7     | Estados Unidos | 0               | 1                | 1                 | 2  |
| 8     | Alemanha       | 0               | 0                | 1                 | 1  |
| 8     | Áustria        | 0               | 0                | 1                 | 1  |
| 8     | Itália         | 0               | 0                | 1                 | 1  |
| 8     | Rússia         | 0               | 0                | 1                 | 1  |
|       | TOTAL          | 8               | 8                | 8                 | 24 |